# Austin Butler
Austin Robert Butler (Anaheim, Kalifornia, 1991. augusztus 17. –) Golden Globe-díjas és BAFTA-díjas amerikai színész, énekes.
Ismert televíziós alakítása volt James "Wilkie" Wilkerson a 2011 és 2012 között futó Elcserélt lányok című sorozatban.
A mozivásznon a Volt egyszer egy Hollywood (2019) című filmben volt fontosabb szerepe. 2022-ben az Elvis címszereplőjeként ért el kritikai sikereket.

## Fiatalkora
1991. augusztus 17-én született a kaliforniai Anaheimben, Lori Anne és David Butler második gyermekeként. Egy nővére van, Ashley (1986–), aki statisztaként dolgozik. Édesanyja 2014. szeptember 11-én hunyt el rákban.
Tizenhárom éves volt, amikor megkereste az Orange County Fair elnevezésű, statisztákkal foglalkozó cég egyik képviselője, aki segített neki elindulni előadóművészi pályáján. Butler ekkor jött rá, hogy színész akar lenni és elkezdett színjátszókurzusokra járni.

## Pályafutása
Első szerepét 2005-ben kapta, Lionel Scrantont alakította a Nickelodeon Ned’s Declassified School Survival Guide szitációs komédiájában. 2007 szeptemberében Jake Krandle-t formálta meg az iCarly című sorozat egyik epizódjában. 2008 márciusában vendégszerepelt a Mit rejt Jimmy koponyája? című sorozatban.
2009 júliusában a 20th Century Fox Ufók a padláson című családi kalandfilmjében tűnt fel. Ugyanezen a nyáron az ABC Family Ruby & the Rockits sorozatában vállalt szereplést.

## Magánélete
2011 és 2020 között Vanessa Hudgens párja volt.

## Filmográfia

### Film

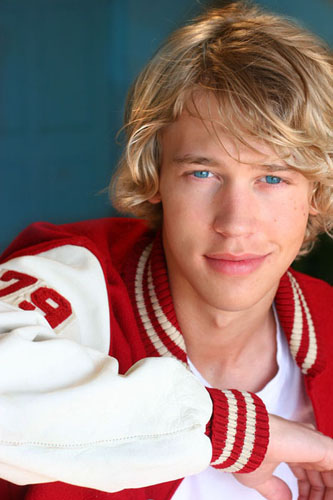
2008 márciusában

| Év   | Magyar cím                 | Eredeti cím                   | Szerep                | Magyar hang   |
| ---- | -------------------------- | ----------------------------- | --------------------- | ------------- |
| 2007 |                            | The Faithful                  | Danny                 |               |
| 2009 | Ufók a padláson            | Aliens in the Attic           | Jake Pearson          | Czető Roland  |
| 2011 | Sharpay csillogó kalandja  | Sharpay's Fabulous Adventure  | Peyton Leverett       | Moser Károly  |
| 2011 | Lopom a sztárom            | The Bling Ring                | Zack Garvey           |               |
| 2012 | Rafael bácsikám            | My Uncle Rafael               | Cody Beck             |               |
| 2013 |                            | Life Life in in Space Space   | Shnotzy               |               |
| 2015 | Betolakodók                | The Intruders                 | Noah Henry            | Penke Bence   |
| 2016 | Jógamánia                  | Yoga Hosers                   | Hunter Calloway       | Nikas Dániel  |
| 2018 |                            | Dude                          | Thomas Daniels        |               |
| 2019 | A holtak nem halnak meg    | The Dead Don't Die            | Jack                  |               |
| 2019 | Volt egyszer egy Hollywood | Once Upon a Time in Hollywood | Tex Watson            | Jéger Zsombor |
| 2022 | Elvis                      | Elvis                         | Elvis Presley         | Ember Márk    |
| 2023 | Motorosok                  | The Bikeriders                | Benny                 | Ember Márk    |
| 2024 | Dűne: Második rész         | Dune: Part Two                | Feyd-Rautha Harkonnen | Ember Márk    |
| 2025 | Rajtakapva                 | Caught Stealing               | Henry "Hank" Thompson | Ember Márk    |

### Televízió
| Év        | Magyar cím                   | Eredeti cím                              | Szerep                    | Megjegyzések                                              |
| --------- | ---------------------------- | ---------------------------------------- | ------------------------- | --------------------------------------------------------- |
| 2005      | Nincs mese                   | Unfabulous                               | tanuló                    | 1 epizó                                                   |
| 2005–2007 |                              | Ned's Declassified School Survival Guide | Lionel Scranton           | mellékszereplő                                            |
| 2006      | Hannah Montana               | Hannah Montana                           | Derek                     | 1 epizód                                                  |
| 2006      | Drake és Josh                | Drake & Josh                             | Extra                     | 1 epizód                                                  |
| 2007      | iCarly                       | iCarly                                   | Jake Krandle              | 1 epizód                                                  |
| 2008      | Mit rejt Jimmy koponyája?    | Out of Jimmy's Head                      | Lance                     | 1 epizód                                                  |
| 2008      | Zoey 101                     | Zoey 101                                 | James Garrett             | főszereplő                                                |
| 2009      | Zeke és Luther               | Zeke and Luther                          | Rutger Murdock            | - 1 epizód - magyar hangja:[forrás?] - Joó Gábor          |
| 2009      |                              | Ruby & the Rockits                       | Jordan Gallagher          | főszereplő                                                |
| 2010      |                              | The Defenders                            | Cody Dennis               | 1 epizód                                                  |
| 2010      | CSI: Miami helyszínelők      | CSI: Miami                               | Josh Chapman              | 1 epizód                                                  |
| 2010      | Jonas                        | Jonas!                                   | Stone Stevens             | 2 epizód                                                  |
| 2010      | Varázslók a Waverly helyből  | Wizards of Waverly Place                 | George                    | 1 epizód                                                  |
| 2010–2011 | Derült égből család          | Life Unexpected                          | Jones Mager               | - mellékszereplő - magyar hangja:[forrás?] - Czető Roland |
| 2011      | CSI: New York-i helyszínelők | CSI: NY                                  | Benjamin Gold             | 1 epizód                                                  |
| 2011–2012 | Elcserélt lányok             | Switched at Birth                        | James "Wilkie" Wilkerson  | mellékszereplő                                            |
| 2012      |                              | Are You There, Chelsea?                  | Luke                      | 1 epizód                                                  |
| 2013–2014 | Carrie naplója               | The Carrie Diaries                       | Sebastian Kydd            | - főszereplő - magyar hangja:[forrás?] - Ungvári Gergely  |
| 2014–2015 | A zöld íjász                 | Arrow                                    | Chase                     | 3 epizód                                                  |
| 2016–2017 | Shannara – A jövő krónikája  | The Shannara Chronicles                  | Wil Ohmsford              | - főszereplő - magyar hangja:[forrás?] - Timon Barna      |
| 2024      | A levegő urai                | Masters of the Air                       | Gale 'Buck' Cleven őrnagy | főszereplő                                                |